# 斯普林波特 (印地安納州)
斯普林波特（英語：Springport）是一個位於美國印地安納州亨利縣的城鎮。

## 人口
根據2010年美國人口普查的數據，斯普林波特的面積為0.31平方千米，當中陸地面積為0.31平方千米，而水域面積為0.00平方千米。當地共有人口149人，而人口密度為每平方千米481人。